# Rigabugten
Rigabugten er en bugt i den sydøstlige del af Østersøen, der har et areal på ca. 18.000 km2. Den begrænses mod syd og øst af Letland, i den nordlige del af Estland, og mod nordvest skilt fra Østersøen ved øerne Muhu og Øsel. Alle Rigabugtens øer hører til Estland. Mellem Estland og Muhu og mellem Muhu og Øsel er farvandene Mohnsund og Lillesund særdeles smalle.
Den egentlige indgang til Rigabugten er Irbestrædet mellem Domesnæs i Kurland og sydspidsen af halvøen Svorbe på Øsel. Midt i Rigabugten ligger den estiske ø Runø. Mod nordøst ved indsejlingen til bugten ved Pärnu ligger Kynø (Külmø) omgivet af talrige lavvandede grunde. Bunden af Rigabugten er jævn og næsten uden klipper og rev med dybder ned til 53 meter. Alligevel er bugten med sine lave kyster vanskelig at besejle. Flere store floder udmunder i Rigabugten, blandt andre Daugava, Lielupe, Gauja, Salaca og Pärnu.
Som følge af tilførslen af ferskvand fra floderne er saltholdigheden i Rigabugten lavere end i Østersøen. Af den grund fryser bugten lettere til om vinteren. Man regner med, at Rigabugten er isfri ved Kuressaare på Øsel i 216 dage om året, ved Pärnu i 230 og ved Riga 236 dage. Havnen i Pärnu er gennemsnitlig tilfrosset fra sidst i november til først i april.[kilde mangler]